# 蜃気楼

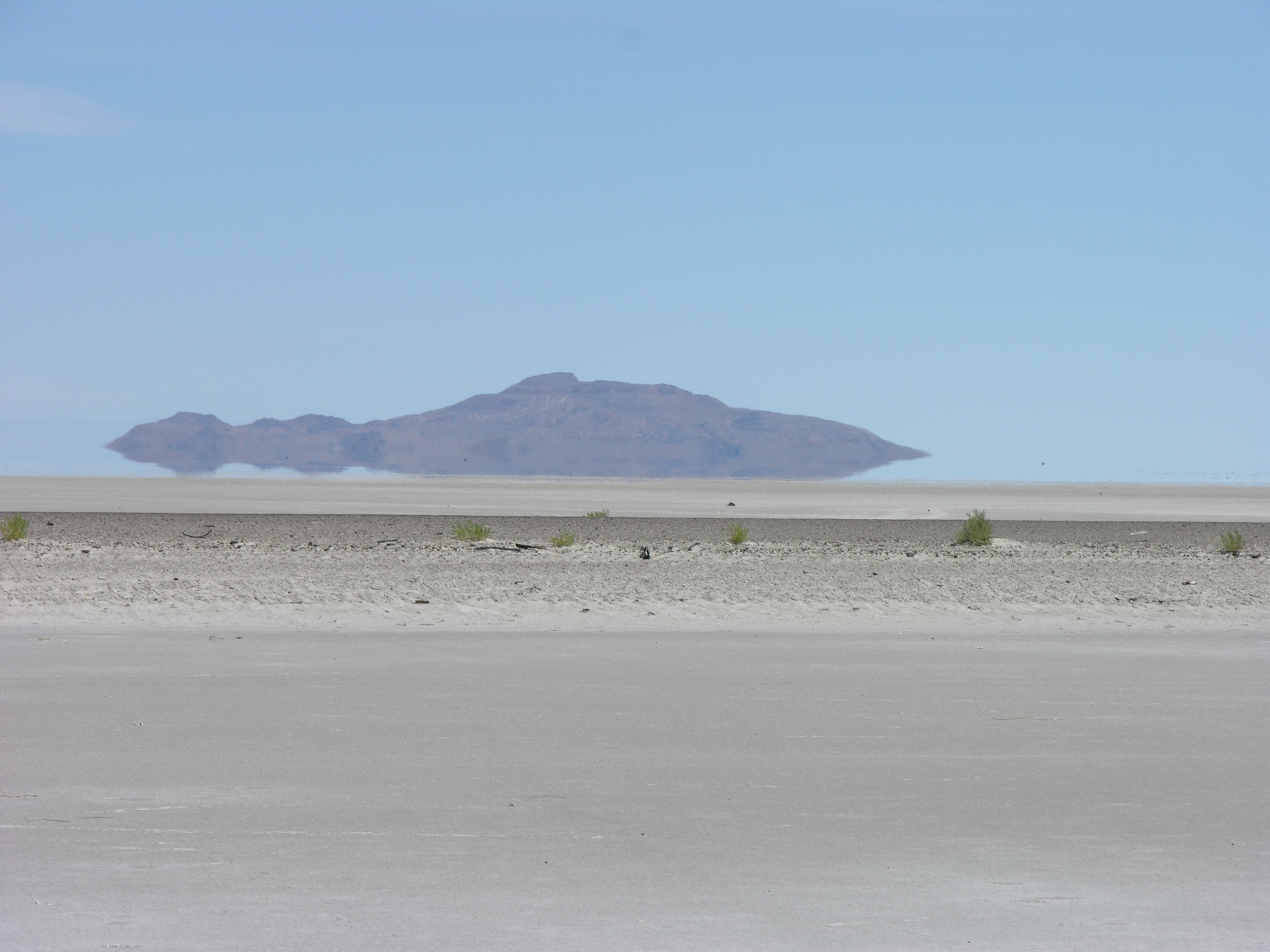
ユタ州・グレートソルト湖の蜃気楼（浮島現象）

蜃気楼（しんきろう、中国語: 海市蜃樓、仏・英: Mirage、伊: Fata Morgana、独: Luftspiegelung）は、温度の異なる大気中において高密度の冷気層と低密度の暖気層の境界で光が屈折し、遠方の景色や物体が伸びたり逆さまに見えたりする現象。光は通常直進するが、密度の異なる空気があるとより密度の高い冷たい空気の方へ進む性質がある。伝説の蜃（ミズチなど竜）が気を吐いて楼閣を現すと考えられたことから蜃気楼と呼ばれるようになった。春の季語。
貝櫓（かいやぐら）、蜃楼、貝楼、空中楼閣、乾闥婆（けんだつば）城、海市（かいし）、蓬莱山、山市、蜃市、喜見城、善見城、なでの渡り、狐の森、狐楯とも呼ばれ、霊亀蓬莱山・竜宮城などを現わし吉祥とされる。

## 種類
大気の密度は大気の温度によって疎密を生じるが、低空から上空へ温度が下がる場合、上がる場合、そして水平方向で温度が変わる場合の3パターンがある。これらに対応して下位蜃気楼、上位蜃気楼、側方蜃気楼（鏡映蜃気楼）に分類されるが、これらは上位と下位、上位と側方など複合的に発生する場合もある。通常、単に「蜃気楼」というときは上位蜃気楼を意味する。

### 下位蜃気楼

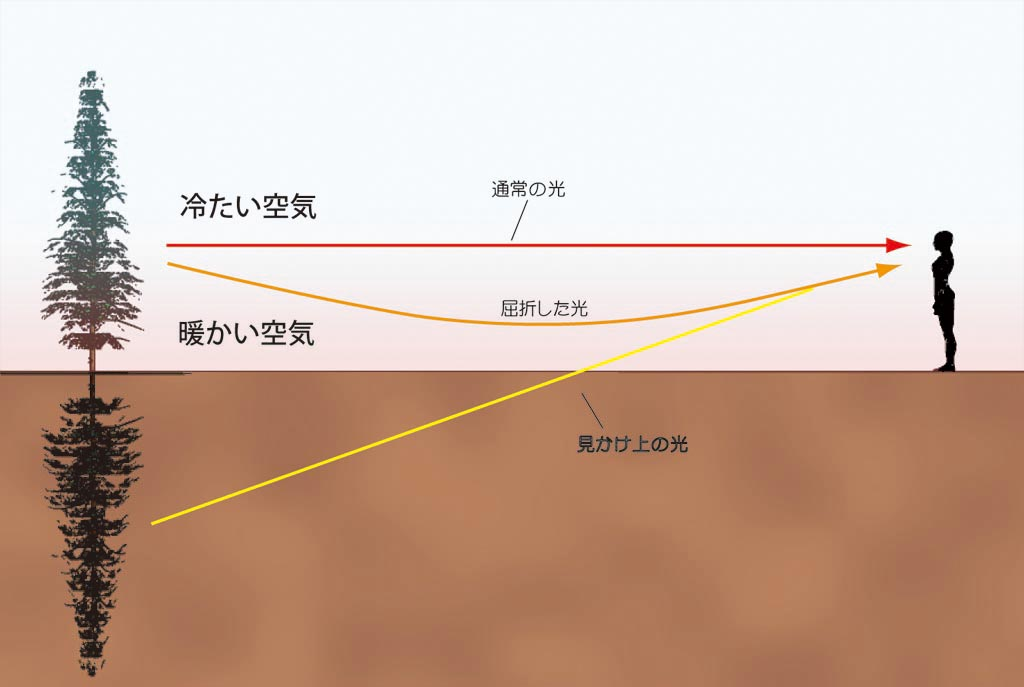
光の屈折による下位蜃気楼

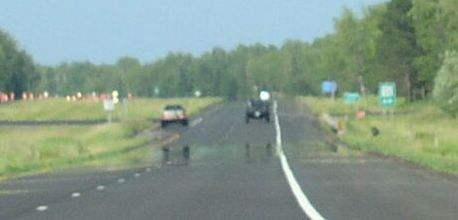
逃げ水現象

上冷下暖の空気層で発生する蜃気楼を下位蜃気楼（inferior mirage）という。地表熱によって生じる場合と上空への冷気移流によって生じる場合がある。対岸の風景などが下方に伸びたり逆転した形で出現する。
「モンジュの現象」とも呼ばれ、ナポレオンがエジプト遠征をしたときに従軍したフランスの数学者モンジュ(G. Monge)が初めてこの現象を記述した。最も一般的に目にする機会の多い蜃気楼。アスファルトや砂地などの熱い地面や海面に接した空気が熱せられ、下方の空気の密度が低くなった場合に、物体の下方に蜃気楼が出現する。
浮島現象や逃げ水現象も下位蜃気楼の一種である。

### 上位蜃気楼

ファタ・モルガーナ

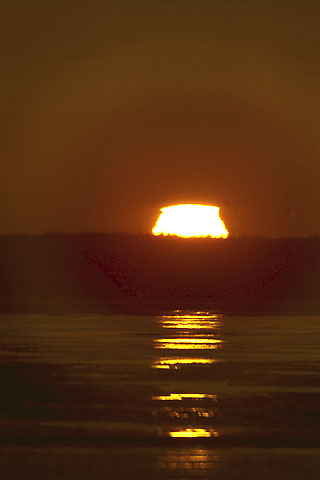
四角い太陽

上暖下冷の空気層で発生する蜃気楼を上位蜃気楼（superior mirage）という。冷気層の上方への暖気移流によって生じる場合、暖気層の下方への冷気移流によって生じる場合、放射冷却で冷気層の下に暖気層が生じた場合がある。対岸の風景などが上方に伸びたり逆転した形（あるいは複雑に変形した形）で出現する。
「ビンスの現象」とも呼ばれ、イギリスのビンス(S. Vince)が、この現象を初めて報告したことにより名をのこした。
オホーツク海で流氷が海面から浮いて見える「幻氷」は、春の風物詩で流氷が数十km沖に後退して見えなくなる4月から5月頃に現れる。
ヨーロッパなどでは、伝統的にファタ・モルガーナとも呼ばれている。
極地域では他にも、この対応の蜃気楼の一種として、四角い太陽が観測される場所がある。16世紀末、ウィレム・バレンツらの北極海探検時にノヴァヤゼムリャで発見されたので、ノヴァヤゼムリャ現象という別名もある。なお、変形太陽は上位蜃気楼のほか上空の逆転層の発生により観察されることもある。
北海道別海町の野付半島付近や紋別市などでは、四角い太陽は、気温が氷点下20度以下になった早朝、日の出直後の時間帯に、通常は丸く見える太陽が四角く見える現象である。

### 側方蜃気楼
鏡映蜃気楼、側方屈折蜃気楼とも呼ばれ、水平方向に光が異常屈折するもので、垂直な崖(がけ)や壁などが日差しを受けて熱せられた場合や、海岸の浅瀬と深みの水温の異なる場合などが、そのような条件をつくりだす。物体の側方に蜃気楼が出現する。
事例が少なくな実態もほとんど解明されていない。スイスのジュネーブ湖で目撃されたという報告がある。
また、日本で不知火（夜の海に多くの光がゆらめいて見える現象。九州の八代海、有明海などで見られる）と呼ばれるものも、このタイプの蜃気楼に属すると言われている。

## 夜の蜃気楼
まれに陽が射さない夜に蜃気楼が現れることがある。これは照明などによってライトアップされた対象物が蜃気楼として現れるものである。富山湾の魚津の海岸では、上位（春型）蜃気楼として、富山県射水市の富山新港の港口に架かる新湊大橋が反転などの変化をしながら浮かび上がることがある。

## 歴史

### 世界
紀元前約10,000年頃以前より、蜃気楼は出現しており、少なくとも景色として目に映されたと考えられる。
紀元前約  7,000年頃より、氷河期が終わり縄文海進(完新世)が進んだ頃から現在同様の地域で、蜃気楼が出現し始めて目に映されたと考えらえる。
目に映る景色が蜃気楼であると視認しはじめた頃の様子は、詳細不明である。
目に映る景色が蜃気楼であると視認し、初めて文献に登場したのは次である。
1.中国最古、戦国時代から秦朝・漢代の地理書『山海経「海内北経」』（前4世紀 - 3世紀頃）である。「蓬萊山は海中にあり、大人の市は海中にあり」と記されている。この「蓬莱山」・「市」とは蜃気楼のことで中国神話の霊亀蓬莱山の神仙境として登場する。また、前漢の武帝は、山東半島を巡幸(紀元前133年（元光2年）)して、海上に蓬莱(蜃気楼)を見たとの逸話がある。
そもそもの語源は、「「蜃気楼」は、山や市場・都市が海上に映ることから「海市」・「山市」とされ、これ等は「蜃」による。」としたことに端を発する。なお、現代中国語は、「海市蜃楼」「蜃景」「幻景」であり、語源は『史記』がたんなる基いではない。
2.その後、前３世紀以前には、蜃気楼の「蜃」は、竜によるかハマグリによるか、一時混乱して「竜の類の蜃(みずち)」の方と結論を得た。 しかし、この混乱は現代日本まで尾を引き、一部に蜃気楼はハマグリによると誤解を残した。秦の呂不韋が食客を集めて共同編纂させた 紀元前239年（秦の始皇8年)『呂氏春秋』（りょししゅんじゅう、『呂覧』（りょらん）とも）に論争があり、これを基にした『礼記』「月令」は、”蜃に竜とハマグリの2通りの説があるのは、ハマグリの蜃が竜族の蜃と同名であるために両者が混同されたため、と述べて「竜の類の蜃(みずち)」の方を示した。”
3.最後に、紀元前108～89年『史記「天官書」』司馬遷に、「蜃（瑞龍の類）の気（吐き出す息）によって楼（高い建物）が形づくられる　気の広がりは闕然(城の高い門楼)の宮を成す（「海旁蜃気象楼台、広野気成宮闕然」）」という記述が現れている。『前漢書「天文志」』にも同文がある。現代日本語の「蜃気楼」の語源を直接、明確に表した。また、同時に「竜(蜃)宮」も表している。因みに、蜃気楼が頻繁に現れる山東半島には、唐代に東海竜王を祭り竜王宮が現実に建てられている。
4.なお、蓬萊山は、地理的に日本列島の何処に一致するものの、同『史記』の徐福伝説では蓬莱を「市（蜃気楼）」とせずに書かれたことから、日本の蜃気楼は未だ幻の蓬萊山のままのこされている。
『史記』巻六「秦始皇本紀 第六」始皇帝、及び、巻百十八「淮南衡山列伝」に記す徐福伝説において、蓬萊は、東方三神山の一つ、渤海湾に面した山東半島のはるか東方の海にあり、不老不死の仙人が住むと伝え、また、徐福は蓬萊に赴き移り住んだことなどを伝える。蜃気楼が見える山東半島の近くに住んでいた徐福は、仙薬は求めたが、蜃気楼の蓬萊山を求めたようには書かれず、史記の徐福は蜃気楼には全く関わらない。
5.また、蜃気楼の幻の蓬莱山の出現は、神仙境が現れて瑞獣の霊亀が蓬莱山を背負っていることから吉祥とされる。このほか、「蜃(みずち)」つまり蛟竜は、蓬莱の霊亀を加えて四瑞・五龍に至って現すので、この上のない吉兆とされる。
蛟竜は、竜の幼生のうちは漆黒の水底に住むものの、時勢を得て成竜へと嵐や竜巻を起こして登竜門を通る昇竜となって天に至り、天竜となる末に四瑞を現す。角竜となれば応竜に至り、飛竜になれば鳳凰を生み、末は麒麟を生むことから霊亀を加えて全ての四瑞が現れる。さらに、四竜(青竜・紅竜・白竜・黒竜)の長となる黄龍に成長する伝説の霊獣となる。
6.この他、インドでは紀元前100年頃「大智度論」第六に遡り、この書物の中にガンダルヴァの城すなわち蜃気楼を示す「乾闥婆城」という記述がある。

### 日本
日本でも、蜃気楼は縄文時代には目視されて、また、弥生時代からの神話とも習合して現在に至っている。
古来より、蜃楼の蜃は「みずちの竜」と楼は「やぐらの城」の「竜城」であり、また、蜃楼の蜃は「貝」と楼は「やぐら」の「貝やぐら」でもあり、いずれも読み替えた言葉、「海中の宮」を異口同音に表して親しまれてきた。神山の神仙境を指した蜃気楼は、初代天皇(神武)の祖父母、山幸彦が、竜女の豊玉姫を娶った日本神話と習合した浦島太郎伝説とともに竜宮伝説の基いの一つとされる。この基には、徐福伝承の影響があったと見られる。各地に残る徐福伝承から、徐福は稲作の急速な東方普及や大和政権の拡大東征と概ね同期して、徐福伝承は日本の東に進んだ構図で帰化しており神仙境や竜宮は日本の神話や伝説とも習合したと見られる。また、徐福が訪れたと伝わる広島県佐伯郡宮島町の聖崎には蓬莱岩があり、そこで見える厳島の蜃気楼は「蓬莱島」と呼ばれて、山東半島の呼び名と一致している。
飛鳥から平安時代にかけて、蜃気楼の現れは素戔男尊を祀る祇園の荘園と祇園信仰が広がった富山湾では、神話の八岐大蛇や仏教牛頭天王(須弥山豊饒国)の后である娑伽羅竜女(頗梨采女)の竜宮などと合せて蜃気楼は神仏習合している。また、蜃気楼は、祇園(八坂)神社の龍穴と繋がり現在に竜宮を伝えるとともに、春のホタルイカは竜宮（蜃）の使いと称されている。能登總持寺から別れた立山寺(りゅうせんじ)建徳元年（1370年,越中）は北海大龍女の伝承を加えており、炎の剱の竜(倶利伽羅)と水の宮の竜(娑伽羅の姫)の灯火が並んでいる。北の越国等(北信越)の竜が、蓬莱山の霊亀と蛟龍に加えて、玄武、八岐大蛇とも習合した黒竜の伝承(九頭竜、倶利伽羅竜、黒姫など)となって広まった一つである。

中世末期には、徳川家光は、神へ、東叡山寛永寺東照大権現宮に蜃(みずち)を用いており、また、多くの寺社が蜃(みずち)を用いた。

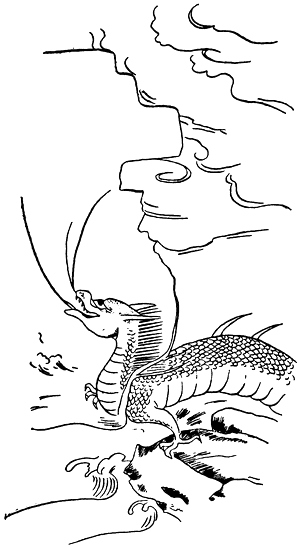
寺島良安『和漢三才図会』より「蜃」

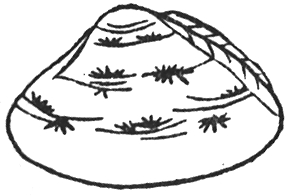
『和漢三才図会』より「車螯」

古来の生物学上、博士の『呂氏春秋』から初まり『本草綱目』『大和本草』を経て近現代の『動物妖怪譚』まで一級の学識は一貫しており、その後に変化なく現在まで蜃気楼は蜃(みずち)によると理解されている。また、宗教上も同様である。
日本での文献として最も古くは、次の通りである。最初に、蜃気楼を視認したのは先の宮島、及び、小野妹子等遣隋使や高僧などと見られるものの、直に記録に残されたのは年代がかなり下がってからである。
| 年代                  | 出来事 |
| --------------------- | --- |
| 604年（推古天皇12年） | 十七条憲法制定までに蜃気楼の存在を『史記』により知る。 憲法制定の材料に『史記』を用いた様である。この時までにほか経伝子書とともに輸入されて、訓読み(翻訳)された。遅くとも６世紀には伝っていたようだとされる。『新釈漢文大系』第38巻 史記(明治書院 1976年) (p8)『日本における中国伝統文化』(蔡毅編 勉誠出版 2002年) (p12) 岡田正之『近江奈良朝の漢文學』p26・p62（養徳社、1946年）。 また、同様に百済・新羅からすでに仏教(天龍八部衆など)も伝来している。 |
| 607 -615年            | 遣隋使一行(小野妹子など)が、蜃気楼が現れる山東半島の蓬莱を四度ほど訪れる。 |
| 630 -665年            | 遣唐使一行が、山東半島の蓬莱を四度ほど訪れる。759年にも訪れている。 |
| 840年                 | 叡山僧円仁が、山東半島の蓬莱を訪れる。また845-847年の間、山東半島の赤山に滞在。 |
| 1596年（万暦23年）頃  | 「『本草綱目』1578年（万暦6年）李時珍（1518年 - 1593年）の輸入」により、長崎に『本草綱目』が中国から入る。「月令」にも触れて「蜃」は、ハマグリではなく蛟竜（竜の一種）に属する蜃が気を吐いて蜃気楼を作るとある。 |
| 1607年（慶長12年）    | 林羅山が、長崎で『本草綱目』を入手し、駿府に滞在していた徳川家康に献上した。本草学の基本書として学識が広がり、長期に亙って和刻本(和刻本は3系統14種類に及ぶ)も数多く出版された。 |
| 1627年（寛永 4年）    | 徳川家光が、東叡山寛永寺に、東照宮を建立。銅灯篭の飾りに蜃(みずち)を用いた。 |
| 1669年（寛文 9年）    | 『寛文紀行（寛文東行記）』加賀藩に仕えた澤田宗堅の刊行に、蜃気楼についての漢詩が詠まれている。 |
| 1709年（宝永 7年）    | 『大和本草』貝原益軒の刊行に、『本草綱目』を基にして「蜃」は竜の一種と記述されて一級の知識人層に広まっている。 |
| 1711年（宝永 8年）    | 「『北越軍談』1698年（元禄11年）槇島昭武の同系統の諸本の校合」を行い大阪高麗橋の野村長兵衛胃が刊行。この写しの上杉史料集(昭和42年3月初版)は、「越中魚津蜃楼付乾闥婆城の事」の項を表し、1564年（永禄7年）に上杉謙信が家臣(本庄繁長・柿崎景家)と供に貝の城(蜃気楼)を見たと記し、故老の説を上げて車螯の蜃気楼、山東半島の蜃気楼、海市、乾闥婆城を列挙した。仏教信仰と結合していることを示した。但し、魚津の故老の話であり、そもそも『北越軍談』は上杉家が書いたものではなく、また、『魚津古今記』の記録に挙がっていないことから批判がある。あとの前田綱紀の「喜見城」とは同じ天龍八部衆(帝釈天、龍王龍女と乾闥婆)で語る魚津の信仰の深さを示したが、あとから後の布石として差し込み置かれたとも考えられている。なお、日本に現存する最古の『史記』(南宋版本1195年～1201年、建安で刊行:国宝)は、妙心寺の南化から直江兼続に渡り、その後米沢藩藩校「興譲館」で保管されており、もしも上杉家の蜃気楼の記録ならかような記述にはならない。 |
| 1712年                | 百科辞典『和漢三才図会』寺島良安の発刊に、竜に属する蜃が蜃気楼を起こすという記述、大型のハマグリである車螯（わたりがい）が蜃気楼を起こすという記述をし、車螯は別名を蜃ともいうが竜の蜃とは別種のものとして区別を示し、二種類の蜃の蜃気楼を収録した。 |
| (1735-1796年          | 『結蜃楼、二商生』古墨の汪節庵製に、絵図と「海蔵寺竜宮層楼」となどと記録した(墨を媒体として日本に伝わったこと日本蜃気楼協議会が2020年に複製の模造品を公開)。 |
| 1781年（安永10年）    | 『今昔百鬼拾遺』妖怪画集では、『史記』の「海旁蜃気象楼台、広野気成宮闕然」を引用したが、改めて加えて「蜃とは大蛤なり」と述べ、「蜃気楼」の名で大ハマグリが気を吐いて楼閣を作り出す姿が、妖怪浮世絵に描かれた。この絵図は画題として写しを重ねて広重の浮世絵など江戸後期には風俗商売となり庶民が楽しんだ。なお、竜と蛤と両方を印すものも多く現れた。 |
| (1754-1829年)         | 紀行文と絵図として、旅行家、博物学者の菅江真澄（すがえますみ）は、東北地方の蜃気楼を記録した。 |
| 1788年（天明 8年）    | 『 魚津古今記』加賀藩当主である前田綱紀が、魚津で蜃気楼を見て吉兆であると｢喜見城｣（「きけんじょう」＝須弥山の頂上の忉利天にある帝釈天の居城）と名づけたと伝え、立山(りゅうさん)信仰と結合していることを示した。古来、魚津に在した佐伯(大伴)氏に立山信仰の政治的起点がある。魚津は大伴家持「立山賦」、大伴池主「敬和立山賦」に謳われ、古来の剣山刀尾（たちお）天神から佐伯有若の白鷹伝説に伝たわって立山開山縁起に現れるほどで、後世におさめた前田家の立山崇敬と融和している。立山開山は、佐伯氏である西国の空海、叡山の円珍にも導かれ、伝承の魚津に始まり岩峅寺、芦峅寺から室堂平に至って開かれ、禅定立山登山道に置かれた西国三十三番札所観世音菩薩霊場の石仏たちが登山の安全を護っている。信仰は、日中や森尻などにも拠点が広がって恩恵は中世の立山寺の縁起伝承へも転化した。 なお、松平前田綱紀は、徳川将軍家の外戚であり、代々の前田家の学問所の識者などは江戸城「富士見亭御文庫」及び「紅葉山文庫」の『本草綱目』やほか和刻本を承知して、綱紀は「蜃気楼」を予め承知していたと考えるのが自然である(綱紀は、第四代将軍家綱の従兄弟、及び、義兄弟である。徳川家康の姫(孫)二人、祖母に将軍家の珠姫と母に家光が養女とした水戸の大姫を持つ。前田家は将軍家の親族で伺候席は、御三卿・御両典・御三家に次ぐ四番目で松平姓の筆頭を賜る)。 |
| 1797年（寛政 9年）    | 『喜見城之図』加賀藩当主、前田治脩は、4月に江戸から金沢への参勤交代帰城道中に魚津で蜃気楼を発見し、その絵（『喜見城之図』）を描かせたと伝えられている。 |
| 1797年（寛政 9年）    | 『東海道名所図会』や、そのほか広重の浮世絵などにも、桑名や四日市の蜃気楼が紹介されている。当時、伊勢湾の蜃気楼を桑名のハマグリ説として庶民を楽しませた。 |
| 1844年（天保15年）    | 『重修本草綱目啓蒙』小野蘭山 の著作に、『本草綱目』の解説が成され、蜃気楼は海の気で成るとし、当たり前であるが蛟龍や大蛤の蜃が気を吐いて成るものでもないと正した。また、魚津の｢喜見城｣、桑名の「狐の森」、厳島の「蓬莱島」、津軽の「狐だま」と各地の蜃気楼の固有名を現した。 |
| 1846年（弘化 3年）    | 『再航蝦夷日誌』『西蝦夷日誌』に、北海道を探検した幕末の松浦武四郎は、小樽の蜃気楼を「高島おばけ」と称して著書し紹介している。 |
| 1926年 (大正15年)     | 『動物妖怪譚』宮崎高等農林学校(のちの宮崎大学農学部)教授 (又、のちの山口大学教授)の日野巌の著作に、蜃気楼の「蜃」は竜の類と示された。竜が気を吐き、ハマグリは気を吐かないと示された。この事により、現代日本において「蜃気楼は、竜によるかハマグリによるか論争」は、決着の形式を取って「竜の類である」と達見する。また、中国の「海市」、仏書の「乾闥婆城」、伊勢の「ながふ」、四日市の「那胡のわ」、周防の「あまの遊び」、アイヌの「オハインカラ」と各地の蜃気楼の固有名を『重修本草綱目啓蒙』に加えて現した。 |

なお、江戸時代後期に、伊勢湾の蜃気楼は、桑名・四日市を代表する有名な事象として、そして、巨大ハマグリの蜃気楼も庶民に愛された。妖怪画からの巨大ハマグリは、学よりも楽しさがあり工芸的な風俗画題として注目されたことから庶民に愛されたと言えて、浮世絵、掛図、焼き物へなどと広がって印された。しかし、蜃気楼を妖怪風俗画として庶民が工芸を楽しんだこと以外に意味はなく、ハマグリが蜃気楼の「蜃」と表す意味はない。例えば、浮世絵師が観念的に結びつけた構図で「伊勢太神宮が尾張の熱田宮へ神幸」、「第１４代将軍徳川家茂の上洛の旅程」、「貝から立ち上る煙の中に蜃気楼」を浮世絵などに描かれたものの視点を変えると、描かれた当の”ただ貝を焼いて売る者”は、蜃気楼はハマグリとするだろうが、徳川家茂、伊勢神宮や熱田宮等は学識者に従って、仮に実際に蜃気楼を見ても巨大ハマグリとも考えることは決してない。

## 富山湾の蜃気楼

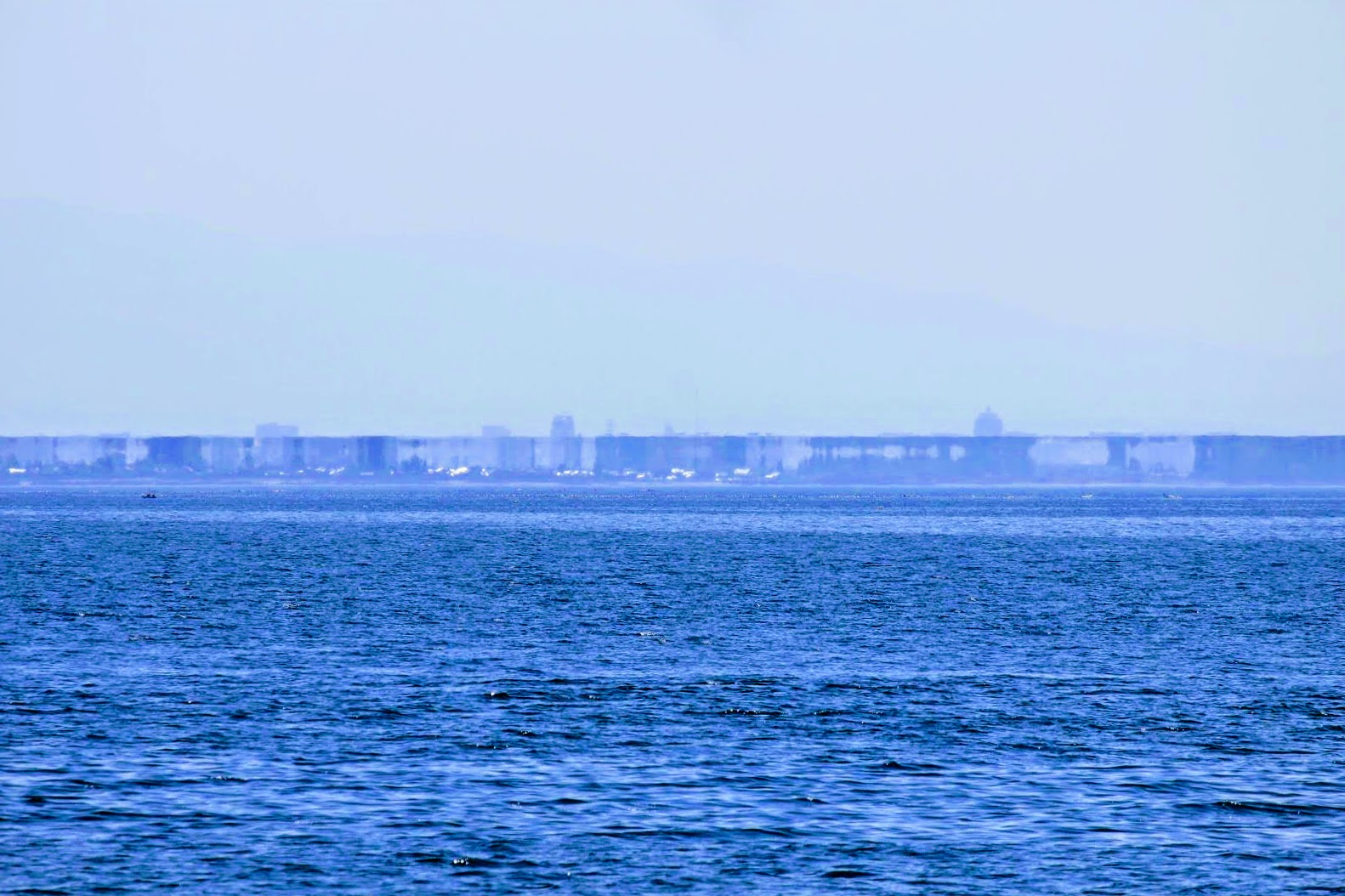
春夏型の上位蜃気楼（富山県魚津市沖）

日本では、専ら富山湾に集中的に頻繁に現れる蜃気楼が有名で、富山湾では上位蜃気楼と下位蜃気楼の両方が現れる類い稀な特徴がある。

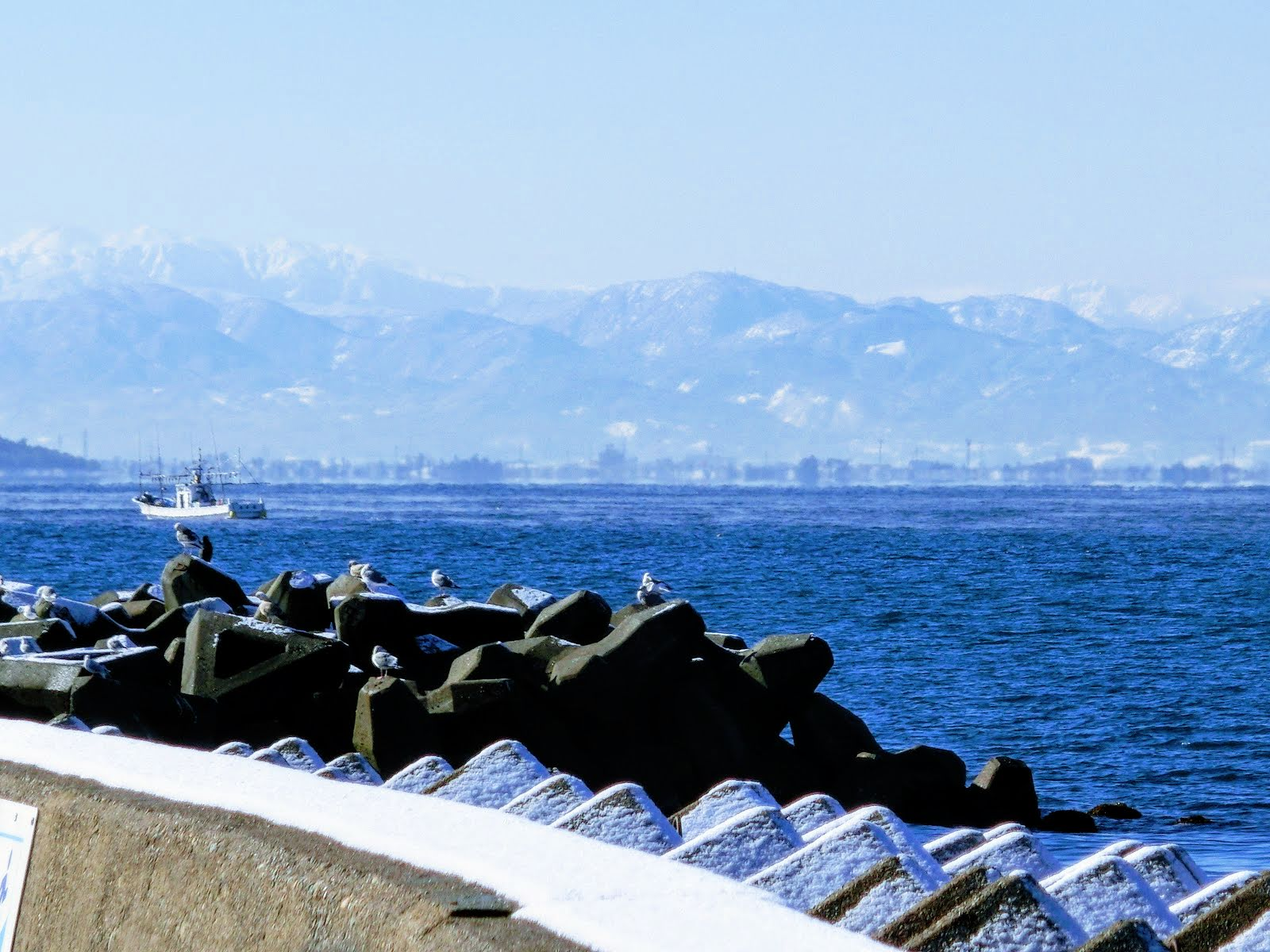
秋冬型の下位蜃気楼（富山県魚津市沖）

2020年（令和2年）3月10日に、「魚津浦の蜃気楼（御旅屋跡）」として国の登録記念物（景勝地）に登録されている。北陸道が海岸沿いを通る場所(現在の魚津市大町海岸公園)に、加賀藩ならびに、富山藩、大聖寺藩専用の御旅屋あったことから、前田綱紀や前田治脩が観賞した由緒と古来からの歴史がある景勝地の蜃気楼である。
魚津市街やその付近の滑川市街や黒部市街などの海岸部などから、ある条件がそろった麗らかな日和に蜃気楼を望むことができる。富山湾越に富山市（岩瀬）方向や黒部市（生地）方向に現れ、初春から初夏はしばしば現れる。北西の能登島方向には、出現が確認されることは少ない。また、対岸の能登や氷見からは、海底地形などの影響から上位蜃気楼をみることが出来ない。
富山湾とその付近の地形と気象による特有現象であり、対馬暖流が回り込む富山湾においては、春や初夏は、北アルプス立山連峰に水源をもつ大きな急流河川、常願寺川、早月川、片貝川、黒部川その他から同時に冷たい雪解け水が大量に注ぎ込まれ、この水は塩分濃度の違いから海面を漂う。上空に流れる暖かい空気層に相対して海面は冷たく保たれることで上位蜃気楼となり、逆に、秋や冬は、上空の冷たい空気層に相対して海面が暖かく保たれていることから下位蜃気楼になることが知られている。
なお、この岩瀬～生地沿岸の海面は、他にも「ホタルイカ群遊海面」の名称で特別天然記念物に指定してホタルイカとともに保存されている。富山湾に出現する蜃気楼は、立山連峰による気象と言えて、神が住まう立山と竜が住まう海の神秘なる自然と理解される富山湾の神秘である。立山寺の伝承の基の一つであると供に神仙境の立山のみならず『山海経』「海内北経」が示す東方三神山の幻の蓬萊山と一致し、古くから神話の竜宮城があると考えられてきた。
1992年より魚津埋没林博物館の学芸員が毎年の出現回数を、1996年4月より回数に加えて、3台のカメラと屋外の肉眼での観測を行ない、A〜Eの5段階評価で発表している。Aランクは肉眼でもはっきり明瞭に見え、誰もが満足するもの、Cランクは蜃気楼の知識がない人や、双眼鏡を使用せず肉眼で見ている人の半数がわかるものとしている。ただ刻々と変化するのであくまでも目安としている。Aランクの蜃気楼は滅多に現れることはなく、ここ最近では2005年と2018年6月30日に現れただけで、観測を始めてからも8回のみである。
2020年（令和2年）3月より、魚津埋没林博物館と富山大学は共同で、魚津市の海岸線、早月川沿いにある遊園地「ミラージュランド」の観覧車の支柱3ヵ所（それぞれ地上8m、18m、33m）に海上に向け温度計を設置、それぞれの高度の気温を10分ごとに観測し、蜃気楼が発生する気象条件を探るとともに、発生予報に役立てばとし、3月から9月まで「海の駅蜃気楼」にてデータをもとに「見えるかも、見えないかも」の2択で表示していたが、的中率は48%であったため精度向上を目指し、高さ11mから25mの間に新たに温度計を設置し、2021年（令和3年）以降も引き続き観測を行う。

## 蜃気楼を描いた芸術作品
- 芥川龍之介「蜃気楼――或は「続海のほとり」――」：神奈川県藤沢市の鵠沼海岸の蜃気楼。
- 江戸川乱歩：「押し絵と旅する男」（魚津の蜃気楼をめぐる作品）
- 歌川広重らによる浮世絵（四日市市立博物館）